# Gelderse Tram

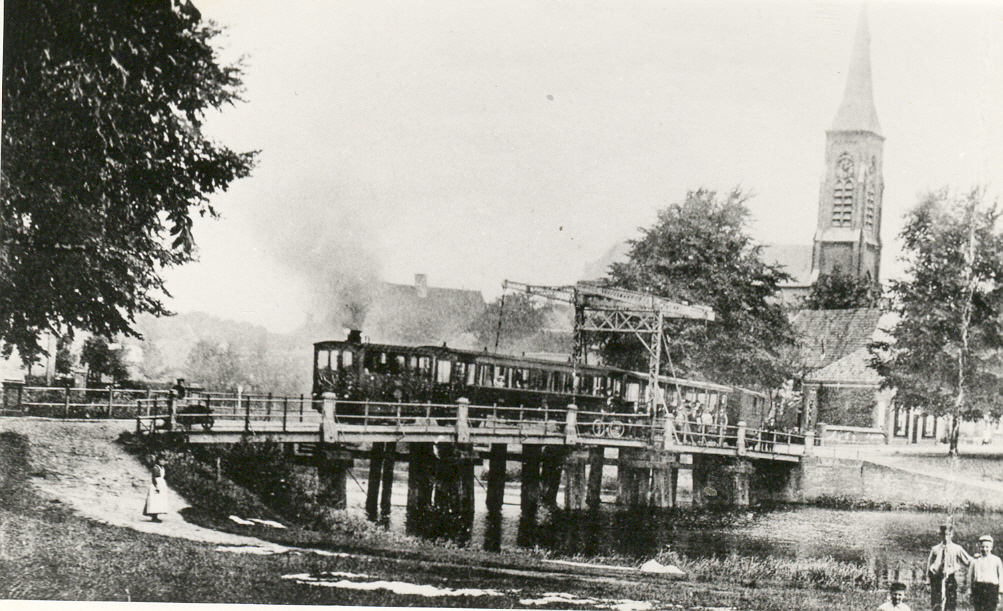
Stoomtram op de brug over de Oude IJssel bij Doetinchem.

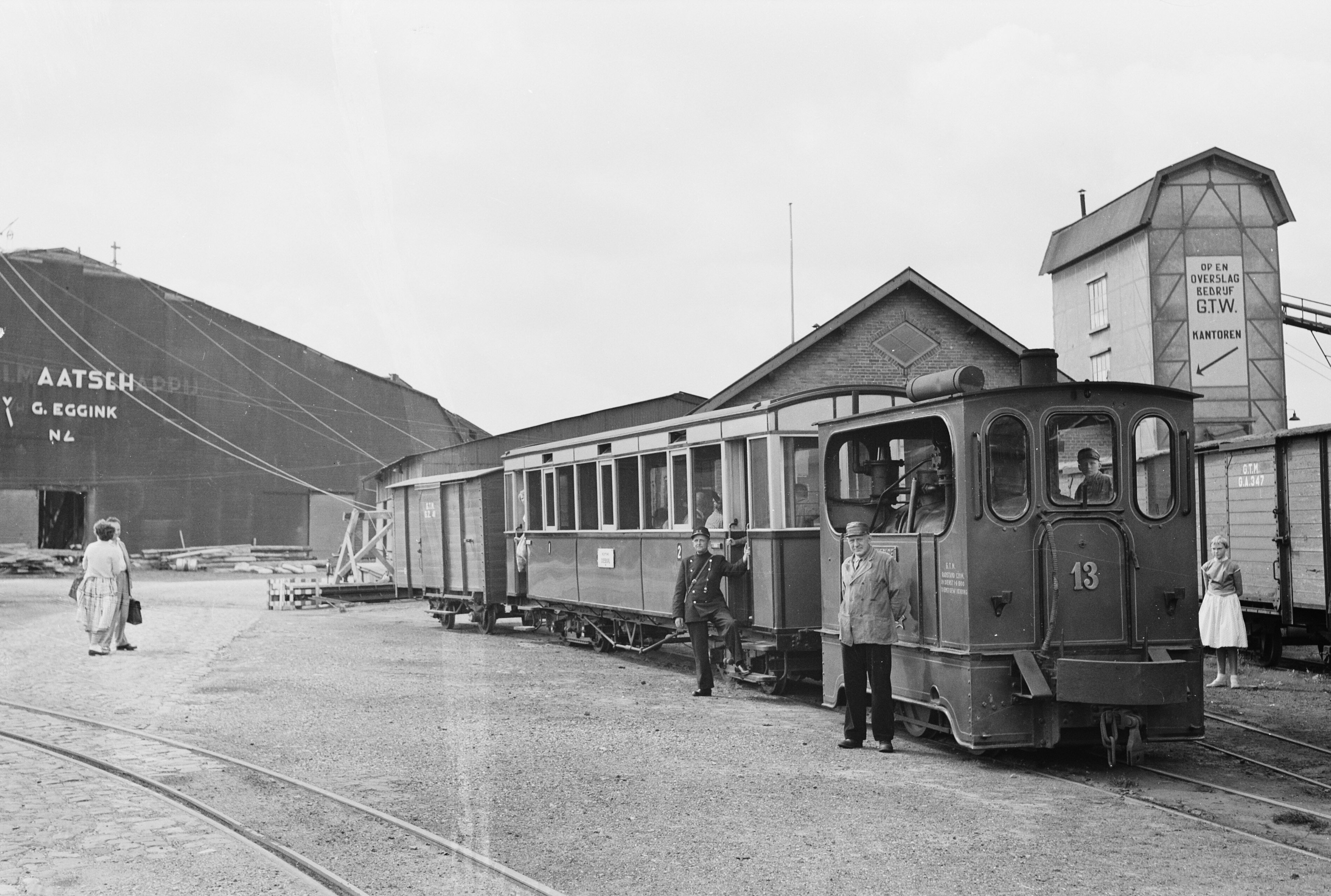
De stoomtram Doetinchem – Doesburg rijdt voor de laatste keer. Loc 13, rijtuig AB 48 en goederenwagen GZ 41 in het GTW-depot te Doetinchem; 31 augustus 1957.

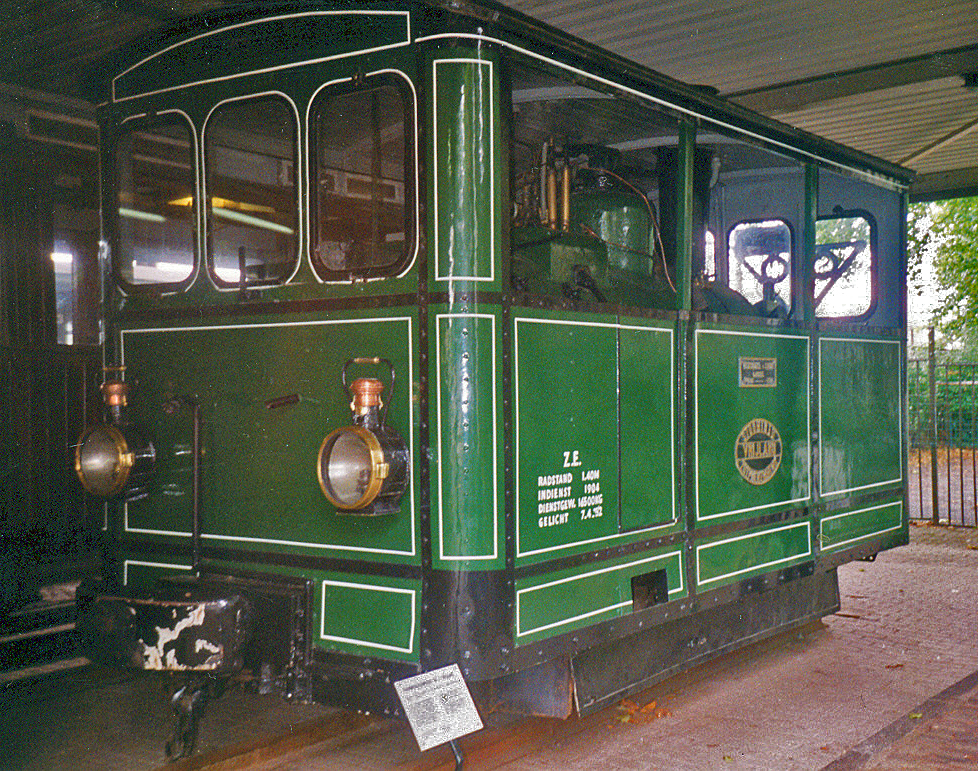
Tramloc 'Vrijland' van de ZE die tot 1957 in gebruik was bij de GTW.

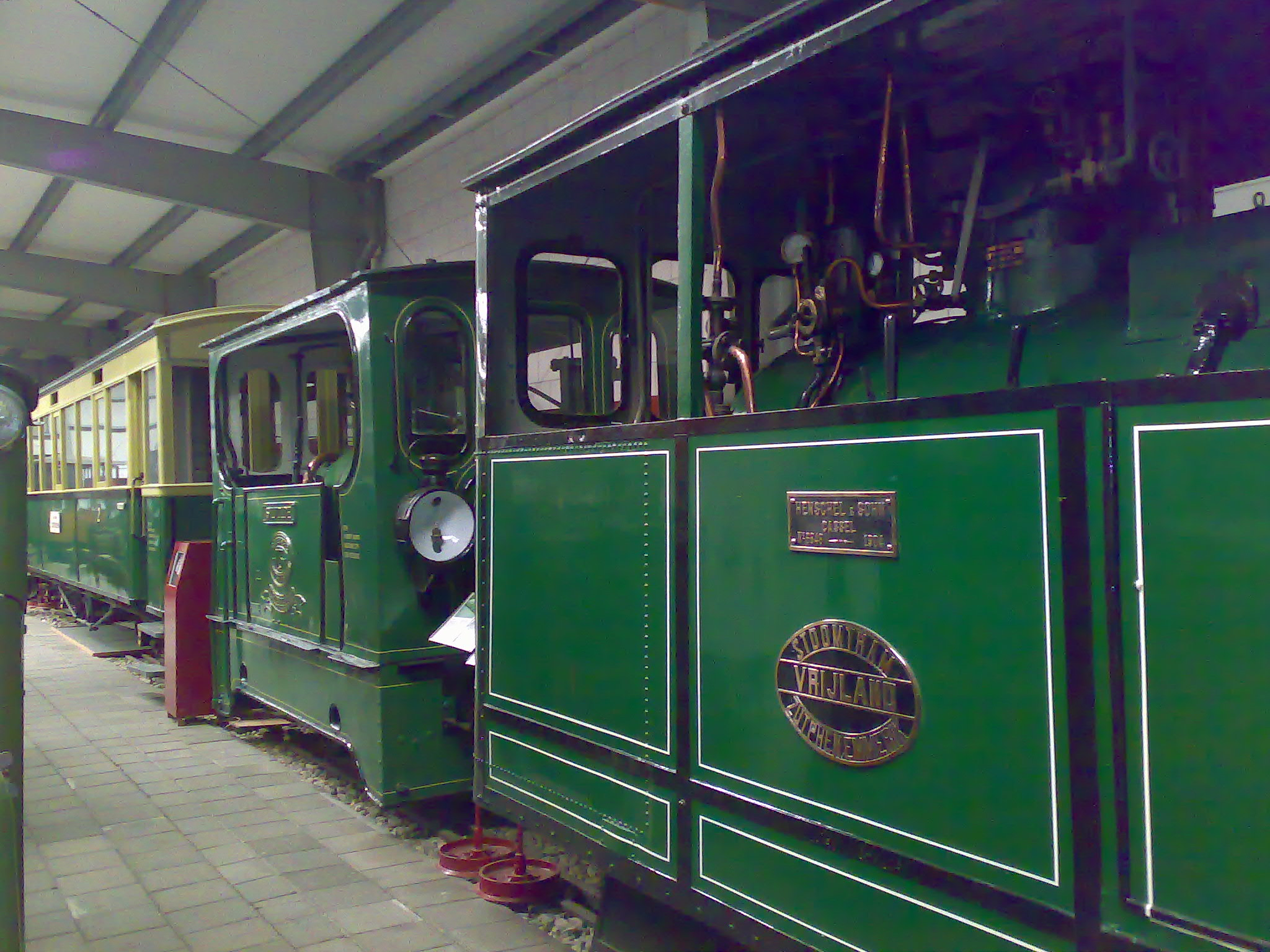
Stoomtramlocs 'Vrijland' en 'Silvolde' met daarachter een origineel stoomtramrijtuig, alle afkomstig van de Gelderse Tramwegen (GTW) en thans te bezichtigen in het Nationaal Smalspoormuseum te Katwijk.

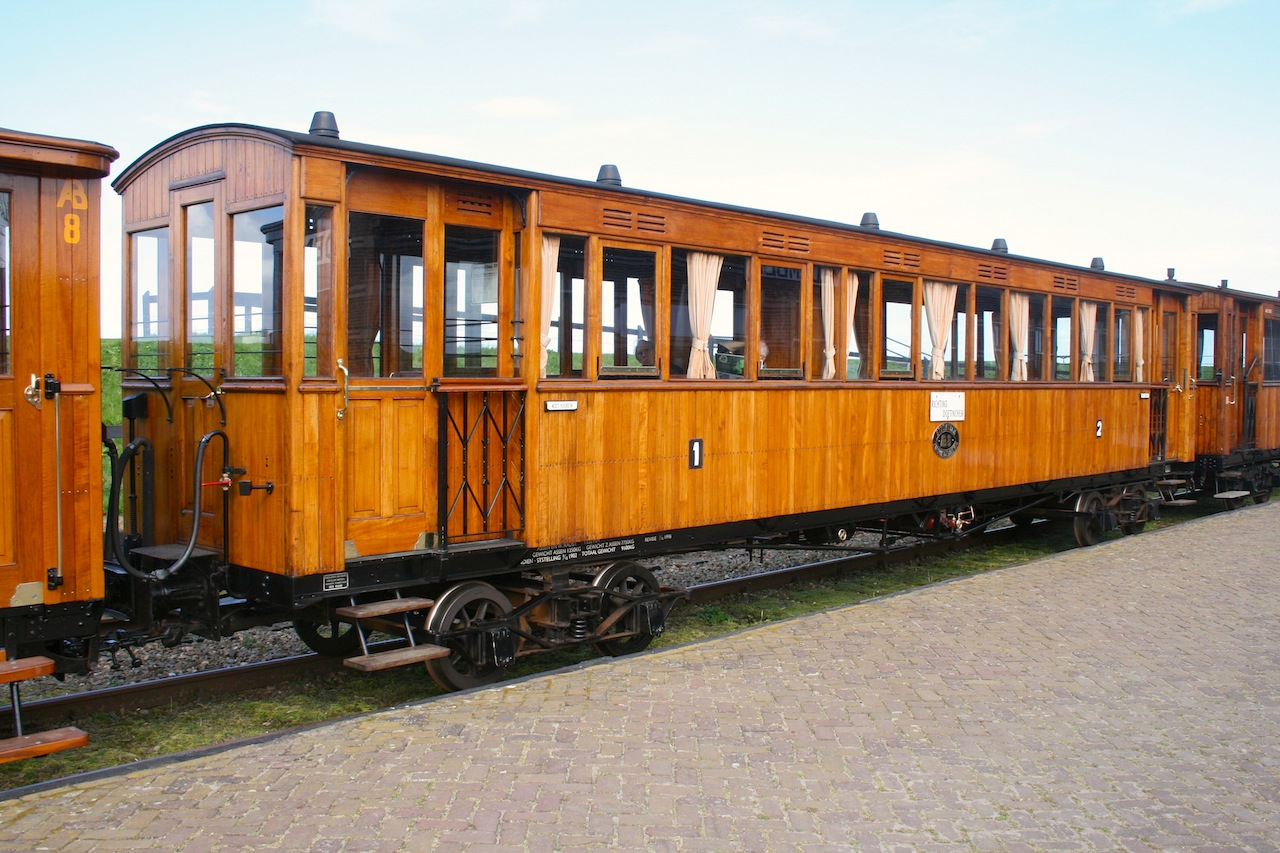
Rijtuig ZE AB 6 bij de Stoomtram Hoorn-Medemblik, te Medemblik; 7 april 2012.

De Gelderse Tram is de verzamelnaam van de trambedrijven die vanaf 15 mei 1934 onder de naam Geldersche Tramwegen (GTW) tramlijnen en later buslijnen exploiteerden. De meeste (stoom)tramlijnen hadden de voor de Gelderse tram kenmerkende spoorwijdte van 750 mm. Van 1881 tot 1957 reden er trams in de Nederlandse provincie Gelderland.

## Beschrijving
De Geldersche Tramweg-Maatschappij (GTM) was de kern van het bedrijf, gevestigd te Doetinchem. De GTM (oorspronkelijk Gelderse Stoomtramweg Maatschappij; GSTM) werd opgericht op 2 maart 1881 en opende zijn eerste Doetinchem - Dieren op 27 juni 1881. Deze lijn werd aan beide kanten verlengd, zodat in 1903 de lijn Velp - Dieren - Doetinchem - Terborg - Gendringen - Anholt met als eindpunt het spoorstation van de Duitse spoorwegen Isselburg-Anholt bestond. In 1926 werd de lijn nog verlengd van Velp naar Arnhem.
Op 15 maart 1915 werd ir. Hendrik Willem Sebbelee directeur van de Geldersche Stoomtramweg Maatschappij. Op 7 december 1917 werd hij officieel benoemd tot directeur van de GWSM. President-commissaris van de Geldersche Tramwegmaatschappij was vanaf 1924 tot na de Tweede Wereldoorlog mr. J.P. Coops.
In de Gelderse Achterhoek ontstond nog een aantal trambedrijven, waarvan de belangrijkste waren:
- Geldersch-Overijsselsche Stoomtram Maatschappij (GOSM) te Lochem (spoorwijdte 1067 mm tot 1934, daarna 750 mm)
- Tramweg-Maatschappij 'De Graafschap' (TMDG) te Zutphen
- Tramweg-Maatschappij Zutphen-Emmerik (ZE) te Doetinchem
- Geldersch-Westfaalsche Stoomtram-Maatschappij (GWSM) te Lichtenvoorde

In de Betuwe ontstond:
- Betuwsche Stoomtramweg-Maatschappij (BSM) te Bemmel (spoorwijdte 1067 mm)

Deze exploiteerden een samenhangend net met de volgende lijnen:
- Deventer - Borculo (GOSM), geopend 1887
- Zutphen - Hengelo (Gelderland) (TMDG), geopend 1889-1903
- Zutphen - Emmerik (ZE), geopend 1902-1909, en Zutphen - Deventer, geopend 1926
- Station Lichtenvoorde-Groenlo - Zeddam (GWSM), geopend 1908, en Lichtenvoorde – Bredevoort – Aalten – Bocholt (Duitsland), geopend 1910.
- Arnhem schipbrug - Elst - Lent (BSM) en Elst - Bemmel, geopend 1908, en Elden - Bemmel - Lent, Bemmel - Pannerden veer en Huissen - Doornenburg, geopend 1909-1910.

Vanaf 1934 werden de meeste van deze tramlijnen ondergebracht bij de GTM, vanaf 1945 exploiteerde deze het hele net voor eigen rekening onder de naam Gelderse Tramwegen (GTW). Van 1923 tot 1935 reden er voor reizigersvervoer ook motortrams. Op diverse lijnen werd het personenvervoer in de jaren dertig gestaakt. De grensoverschrijdende lijnen werden in de Tweede Wereldoorlog op 18 september 1944 gestaakt.
Door vernieling van de bruggen over het Twentekanaal tijdens de bevrijding van het oosten van Nederland in april 1945 zijn de lijnen Zutphen – Deventer en Deventer – Borculo niet meer in gebruik genomen en in 1948 opgebroken.
De laatste reizigerstrams reden op 15 mei 1949. Het overblijvende goederenvervoer naar de vele kleine industrieën in de Achterhoek werd in de jaren vijftig overgeheveld naar vrachtauto's. De laatste overgebleven tramlijn na 1953 was de stamlijn Doetinchem – Doesburg.
Bij het 75-jarige bestaan van deze lijn in 1956 werd voor het eerst een museumstoomtram ingezet. Hiermee werden in de zomer van 1956 succesvolle ritten gehouden, die in 1957 werden herhaald. De laatste personen- en goederentrams reden op 31 augustus 1957. Op dezelfde dag reed ook de Blauwe Tram tussen Scheveningen en Den Haag alsmede de Haarlemse tram tussen Amsterdam en Zandvoort voor het laatst.

### Museumtrams
Het museumstoomtramstel, bestaande uit stoomloc 13, rijtuig AB 48 en goederenwagen GZ 41, bleef bewaard te Doetinchem en kwam in 1975 terecht in het Nederlands Spoorwegmuseum te Utrecht. In 1996 verhuisde het stel naar het Nederlands Openluchtmuseum te Arnhem. Aldaar werd het geplaatst in een nieuw gebouwde remise naar voorbeeld van een deel van de Gemeente Elektrische Tram Arnhem (GETA). Curieus is dat het behouden rijtuig AB 48 ooit tussen Gendringen en Arnhem, Velperplein, heeft gereden. In 2000 werd het overgedragen aan het Nationaal Smalspoormuseum te Valkenburg (ZH) wegens plaatsgebrek in Arnhem.
Stoomtramloc 607, afkomstig van de ZE, ging al in 1957 naar het Spoorwegmuseum. Voor de grote verbouwing van dit museum verhuisde deze loc in 2003 ook naar Valkenburg (ZH). Na restauratie en inbouw van een nieuwe ketel werd loc 607 in maart 2024 voor het eerst sinds de jaren vijftig weer onder stoom gebracht. De loc is nu rijvaardig te bewonderen bij de Stoomtrein Katwijk Leiden.
Stoomtramloc 603, ook van de ZE, verhuisde in 1957 naar het bedrijfsmuseum van Henschel in Duitsland.
Rijtuig AB 6 van de ZE is bedrijfsvaardig aanwezig bij de Museumstoomtram Hoorn - Medemblik. Dit rijtuig deed van 1934 tot 1994 dienst als tuinhuisje te Epe.
Veel over de geschiedenis is te vinden in het Openbaar Vervoer & Speelgoed Museum in Doesburg. Naast een uitgebreide fotocollectie zijn ook veel artikelen uit die tijd zoals: uniformen, kniptangen, plaatsbewijzen en de administratie uit 1946 en 1947 te bezichtigen.
Het busbedrijf van de GTW ging later op in de Gelderse Streekvervoer Maatschappij (GSM) en was vanaf 1999 onderdeel van Syntus. In december 2010 heeft Arriva het vervoer in de Achterhoek overgenomen.